# All Star Smash Hits
All Star: The Smash Hits – kompilacja największych przebojów zespołu Smash Mouth wydana 23 sierpnia 2005 roku. Zawiera utwory z okresu 1997–2005, pozbierane z czterech longplay'ów. Na płycie znalazło się też kilka nowych utworów.

## Spis utworów
Źródło.
| Nr  | Tytuł utworu                   | Album                                                         | Długość |
| --- | ------------------------------ | ------------------------------------------------------------- | ------- |
| 1.  | „All Star”                     | Astro Lounge                                                  | 3:20    |
| 2.  | „Walkin' On The Sun”           | Fush Yu Mang                                                  | 3:26    |
| 3.  | „Flo”                          | Fush Yu Mang                                                  | 2:11    |
| 4.  | „Beer Goggles”                 | Fush Yu Mang                                                  | 2:00    |
| 5.  | „Why Can't We Be Friends”      | Fush Yu Mang                                                  | 4:46    |
| 6.  | „Diggin' Your Scene”           | Astro Lounge                                                  | 3:08    |
| 7.  | „Waste”                        | Astro Lounge                                                  | 3:24    |
| 8.  | „Then The Morning Comes”       | Astro Lounge                                                  | 3:01    |
| 9.  | „Come On, Come On”             | Astro Lounge                                                  | 2:32    |
| 10. | „Can't Get Enough Of You Baby” | Astro Lounge                                                  | 2:31    |
| 11. | „Every Word Means No”          | Friends Again                                                 | 2:45    |
| 12. | „Better Do It Right”           | Dr. Seuss' How the Grinch Stole Christmas (ścieżka dźwiękowa) | 3:10    |
| 13. | „Do It Again”                  | Me, Myself & Irene (ścieżka dźwiękowa)                        | 3:55    |
| 14. | „Holiday In My Head”           | Smash Mouth                                                   | 2:40    |
| 15. | „Pacific Coast Party”          | Smash Mouth                                                   | 2:58    |
| 16. | „I'm A Believer”               | Smash Mouth                                                   | 3:03    |
| 17. | „Ain't No Mystery”             | Austin Powers in Goldmember (ścieżka dźwiękowa)               | 3:56    |
| 18. | „Hang On”                      | Get the Picture?                                              | 2:53    |
| 19. | „Always Gets Her Way”          | Get the Picture?                                              | 3:13    |
| 20. | „Getting Better”               | The Cat in the Hat (ścieżka dźwiękowa)                        | 2:23    |
|     |                                |                                                               | 1:01:15 |